# ワールド・エコノ・ムーブ

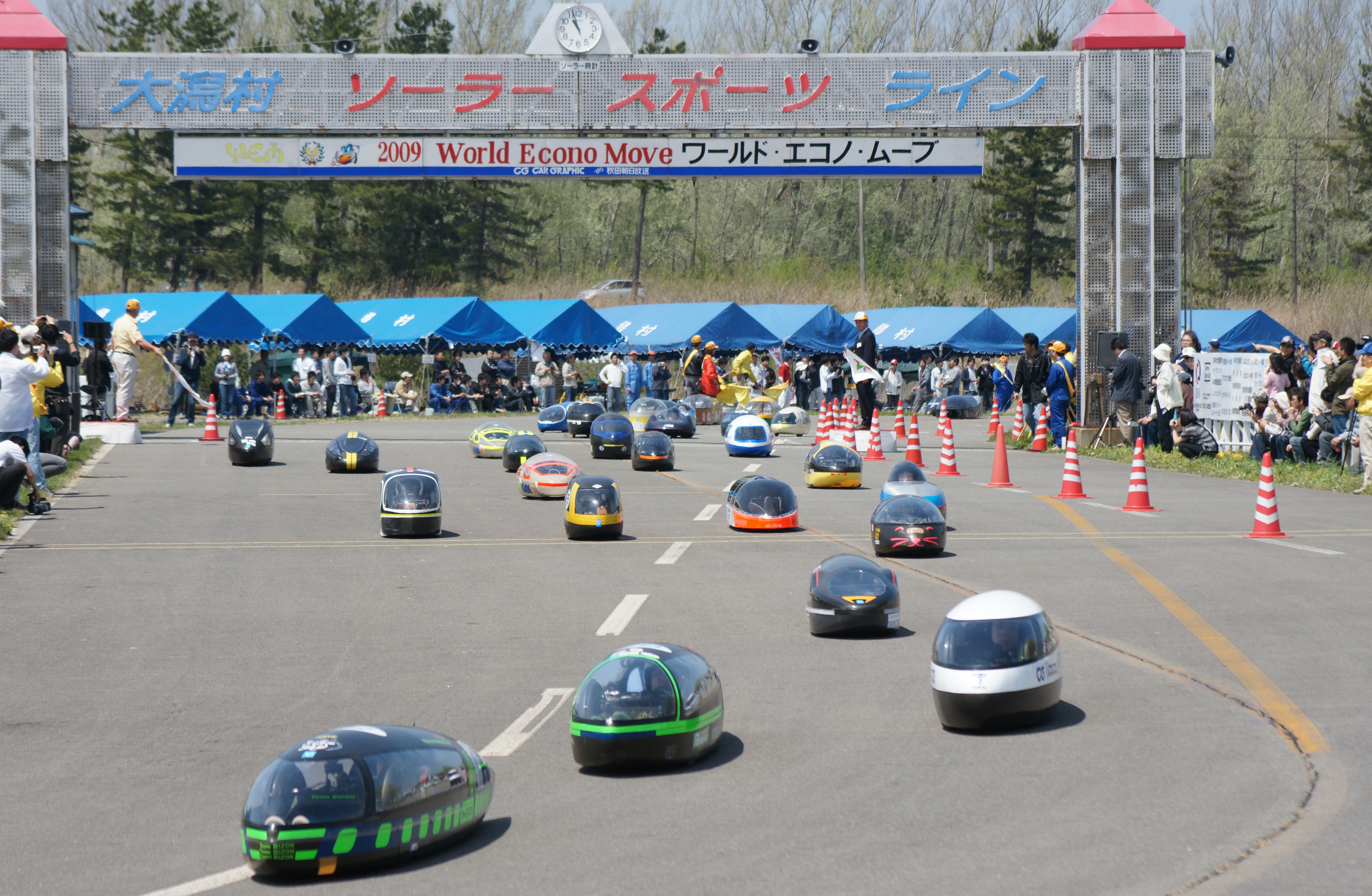
2009 World Econo Moveのスタートの様子

ワールド・エコノ・ムーブ（World Econo Move、通称：WEM）とは、大会側から支給される同一コンディションのバッテリーあるいは水素ボンベを用いて、2時間のレース時間内に走る距離を競う省エネルギーレースである。

## 概要
1995年に秋田県大潟村のソーラースポーツラインで第1回大会が開催された。当初は同地で開催されるソーラーカーレース「ワールド・ソーラーカー・ラリー」の入門編としての意味もあったが、競技自体の面白さ、ソーラーカーレースと比べても手軽であること、ガソリンエコランからのコンバートも容易であったことなどから、現在ではソーラーカーレースよりも参加台数は多くなっている。
毎年5月のゴールデンウィークにソーラースポーツラインの「南の橋」までの1周6kmのコースを利用して開催される。競技としては鉛蓄電池部門と燃料電池部門があり、いわゆるエコラン、などと同様の車体にバッテリーあるいは水素ボンベと燃料電池を搭載し、モーター（電動機）駆動によって2時間走行し、走行距離を競う。電気自動車の省エネルギー技術を向上させるという観点から、軽量なドライバーが有利になりすぎないよう、全車でドライバー体重に調整バラストを加えて70kgとなるように調整を行う。（70kg以上のドライバーはそのまま乗車。）また、ガソリンエコランでは500mm以上というトレッド間隔に関する規定があるが、ワールド・エコノ・ムーブにはないため、中には2輪車も登場した。
入門者が参加するのに要する経費、技術的なハードルが低いため工業高校や高等専門学校や個人での参加が多い。プラスチックダンボールや複合材を使用する等の工夫によって、軽量化や空気抵抗低減を実現するために切磋琢磨している。2009年まで豊橋でも開催されており、バルブキャノピーの製造方法の講習会も開かれていた。
鉛蓄電池部門は電気自動車レースであり、スクーターなどに使用される定格容量12V-3Ahの古河電池製造による制御弁式鉛蓄電池4個が支給され、144Wh(5HR)のエネルギーを2時間で使用する。実際の放電可能なエネルギーは放電レートが高くなる影響で110Wh程度となる。15～30kg程度の車体に70kgのドライバーが乗車し、総質量は85～100kg程度となる。近年は70W程度の消費電力で巡航速度が50km/h程度に達するほどの省エネルギー性能を実現している。なお、144Wh分の電気エネルギーを電気代に換算すると約3.9円分となる。
燃料電池部門は燃料電池車レースであり、60リットルの水素吸蔵合金ボンベ2本に、合計110NL分の水素ガスを充填したものが支給される。これを固体高分子形燃料電池を使用して電気エネルギーとして取り出し、モーターで動力に変換し、48 km/h程度に達する巡航速度が得られている。2010年からは、175NL程度の水素ガスが充填されたボンベが支給され、120NLまでを使うという競技方法に変更され、超過使用分に応じて走行距離が短縮されるという競技ルールに変更された。なお、水素吸蔵合金は水素を放出する際に吸熱反応を生じるため、燃料電池の排熱利用でボンベを暖める機構が設けられるなどの工夫がなされている。
2014年大会からはCQ出版などが中心となって、初心者向けクラスとしてWEM-Light（当初はミニカートと呼称）クラスが誕生した。また、このクラスへの出場を容易にするため、対応するモーターや4輪のキットカーが販売されるようになった。
大会ではEP(エコパワー)という単位を用いてガソリン車との燃費比較も行なっている。1EP＝8972Wh（気温15度時）=ガソリン1リットルのもつエネルギー量として計算される。これによると、現在は5,600 km/Lを超える驚異的な燃費性能が記録されている。現在、鉛蓄電池部門の優勝車は平均速度45km/hで走行するが、仮にガソリンエコラン並の25km/hで走行させた場合、計算上は10,000 km/Lを超える燃費が得られることになる。燃料電池のように電気化学的に化学エネルギーを電気エネルギーに変換する場合、内燃機関のように熱に変換しないためにカルノー効率よりも高い変換効率が可能になり内燃機関等の熱機関では到達できないエネルギー変換効率が可能となる。
上位チームでは、軽量化のための炭素繊維強化プラスチック構造材、電気二重層コンデンサを使用した回生ブレーキ、低転がり抵抗タイヤ、鉄損を低減するために鉄系のアモルファス金属を電磁石コアに応用したブラシレスDCモータ（無整流子電動機）、低空力ボディなどの技術を投入し、高度な省エネルギー技術が惜しみなく投入されているという特徴がある。
同様の大会が、日本国内だけでなくタイ王国のバンコク、パタヤや台湾などでも開催されており、同じくエコノ・ムーブを名乗る大会もいくつか開催されている。
当日のコンディションに合わせて車両のポテンシャルを最大限に引き出すレースマネジメントによる他車との駆け引きが勝敗に大きく影響するため、これも醍醐味の一つとなっている。
競技レベルの向上を目指すために、日本太陽エネルギー学会などが主催する「電気自動車・燃料電池車・ソーラーカー製作講習会」が毎年開催されている。

## 過去の記録
| 回数   | 開催年 | チーム名                     | 車名                   | 走行距離   | EP換算燃費    |
| ------ | ------ | ---------------------------- | ---------------------- | ---------- | ------------- |
| 第1回  | 1995年 | ゼロ TO ダーウィン           | でんち君1号            | 63,798.08m | 3,974.93 km/l |
| 第2回  | 1996年 | 早稲田大学永田研究室         | Eleking Waseda         | 65,294.50m | 4,068.17 km/l |
| 第3回  | 1997年 | なかよし ZDP チーム          | スーパー でんち君      | 69,966.50m | 4,359.26 km/l |
| 第4回  | 1998年 | なかよしZDP                  | スーパーでんち君       | 69,592.80m | 4,335.97 km/l |
| 第5回  | 1999年 | チーム・ヨイショット・ミツバ | USO800                 | 73,826.20m | 4,599.74 km/l |
| 第6回  | 2000年 | チーム“ヨイショット!”ミツバ  | USO 800                | 71,237.30m | 4,438.44km/l  |
| 第7回  | 2001年 | チームスーパーエナジー       | スーパーエナジーVer5.2 | 76,598.29m | 4,772.45km/l  |
| 第8回  | 2002年 | チーム“ヨイショット！”ミツバ | Hyper USO 800          | 79,093.18m | 4,927.90km/l  |
| 第9回  | 2003年 | なかよしZDP                  | ミラクルでんちくん     | 78,550.40m | 4,894.08km/l  |
| 第10回 | 2004年 | 東海大学木村研究室           | ファラデーマジック2    | 80,253.90m | 5,000.21km/l  |
| 第11回 | 2005年 | 東海大学木村研究室           | ファラデーマジック2    | 84,957.60m | 5,293.28km/l  |
| 第12回 | 2006年 | 東海大学チャレンジセンター   | ファラデーマジック2    | 79,302.70m | 4,940.95km/l  |
| 第13回 | 2007年 | 東海大学チャレンジセンター   | ファラデーマジック2    | 88,076.00m | 5,487.58km/l  |
| 第14回 | 2008年 | 東海大学チャレンジセンター   | ファラデーマジック2    | 90,422.40m | 5,633.77km/l  |
| 第15回 | 2009年 | Zero to Darwin Project       | Tachyon                | 89,463.28m | 5,574.01km/l  |
| 第16回 | 2010年 | Zero to Darwin Project       | Tachyon                | 90,047.27m | 5,610.40km/l  |
| 第17回 | 2011年 | Zero to Darwin Project       | Tachyon                | 90,472.60m | 5,636.89km/l  |
| 第18回 | 2012年 | Zero to Darwin Project       | Tachyon                | 85,660.71m | 5,337.09km/l  |
| 第19回 | 2013年 | first step AISIN AW          | つばさ54号             | 87,734.71m | 5,466.31km/l  |
| 第20回 | 2014年 | first step AISIN AW          | つばさ54号             | 91,969.10m | 5,730.14km/l  |
| 第21回 | 2015年 | PROJECT MONO ◇ TTDC          | MONO-F                 | 90,713.40m | 5,651.898km/l |
| 第22回 | 2016年 | PROJECT MONO ◇ TTDC          | MONO-F                 | 92,354.67m | 5,754.158km/l |
| 第23回 | 2017年 | 東郷アヒルエコパレーシング   | Pursuiter              | 85,207.00m | 5,308.822km/l |
| 第24回 | 2018年 | Zero to Darwin Project       | Tachyon                | 91,694.80m | 5,713.045km/l |

| 回数   | 開催年 | チーム名                             | 車名                         | 走行距離   |
| ------ | ------ | ------------------------------------ | ---------------------------- | ---------- |
| 第9回  | 2003年 | チーム“ヨイショット！”ミツバ         | 旧型 USO 800                 | 55,005.15m |
| 第10回 | 2004年 | チーム”ヨイショット！”ミツバ         | 元祖 USO800                  | 56,059.50m |
| 第11回 | 2005年 | NEO-EVER                             | Aqua                         | 60,100.73m |
| 第12回 | 2006年 | 中日本自動車短期大学                 | マンボースマッシュ           | 49,027.45m |
| 第13回 | 2007年 | 中日本自動車短期大学                 | マンボースマッシュ           | 62,301.21m |
| 第14回 | 2008年 | 東海大学チャレンジセンター           | マジカル燃料電池くん         | 77,374.22m |
| 第15回 | 2009年 | 東海大学チャレンジセンター           | マジカル燃料電池くん         | 68,058.37m |
| 第16回 | 2010年 | 東海大学チャレンジセンター           | ファラデーマジック2          | 86,535.23m |
| 第17回 | 2011年 | 東海大学チャレンジセンター           | ファラデーマジック2          | 81,491.61m |
| 第18回 | 2012年 | 秋田工業高等学校                     | 秋工（あきこう）レーシングFC | 37,463.75m |
| 第19回 | 2013年 | 東京都市大学機親会学生会・エネ化有志 | 救援要請あめかぜ             | 31,956.40m |
| 第20回 | 2014年 | 秋田工業高等学校                     | 秋工（あきこう）レーシングFC | 54,062.70m |
| 第21回 | 2015年 | 秋田工業高等学校                     | 秋工（あきこう）レーシングFC | 38,815.58m |
| 第22回 | 2016年 | 秋田工業高等学校                     | 秋工（あきこう）レーシングFC | 36,873.80m |
| 第23回 | 2017年 | 秋田工業高等学校                     | 秋工（あきこう）レーシングFC | 48,412.73m |
| 第24回 | 2018年 | 秋田工業高等学校                     | 秋工（あきこう）レーシングFC | 34,744.20m |

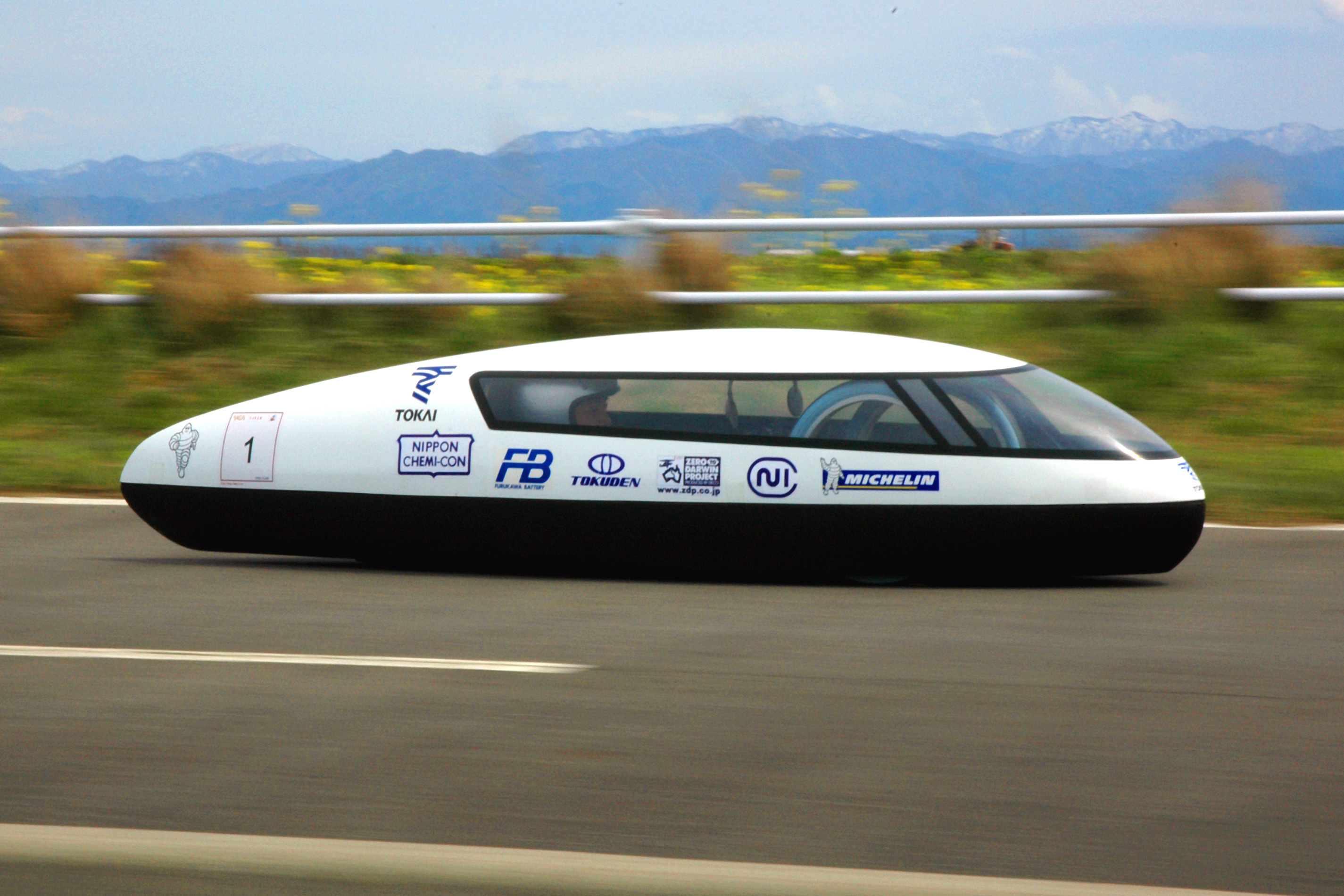
2004年から2008年にかけてWEMで5連覇を達成した電気自動車「ファラデーマジック2」。2010年・2011年は燃料電池部門で優勝を収めている。（東海大学チャレンジセンター）

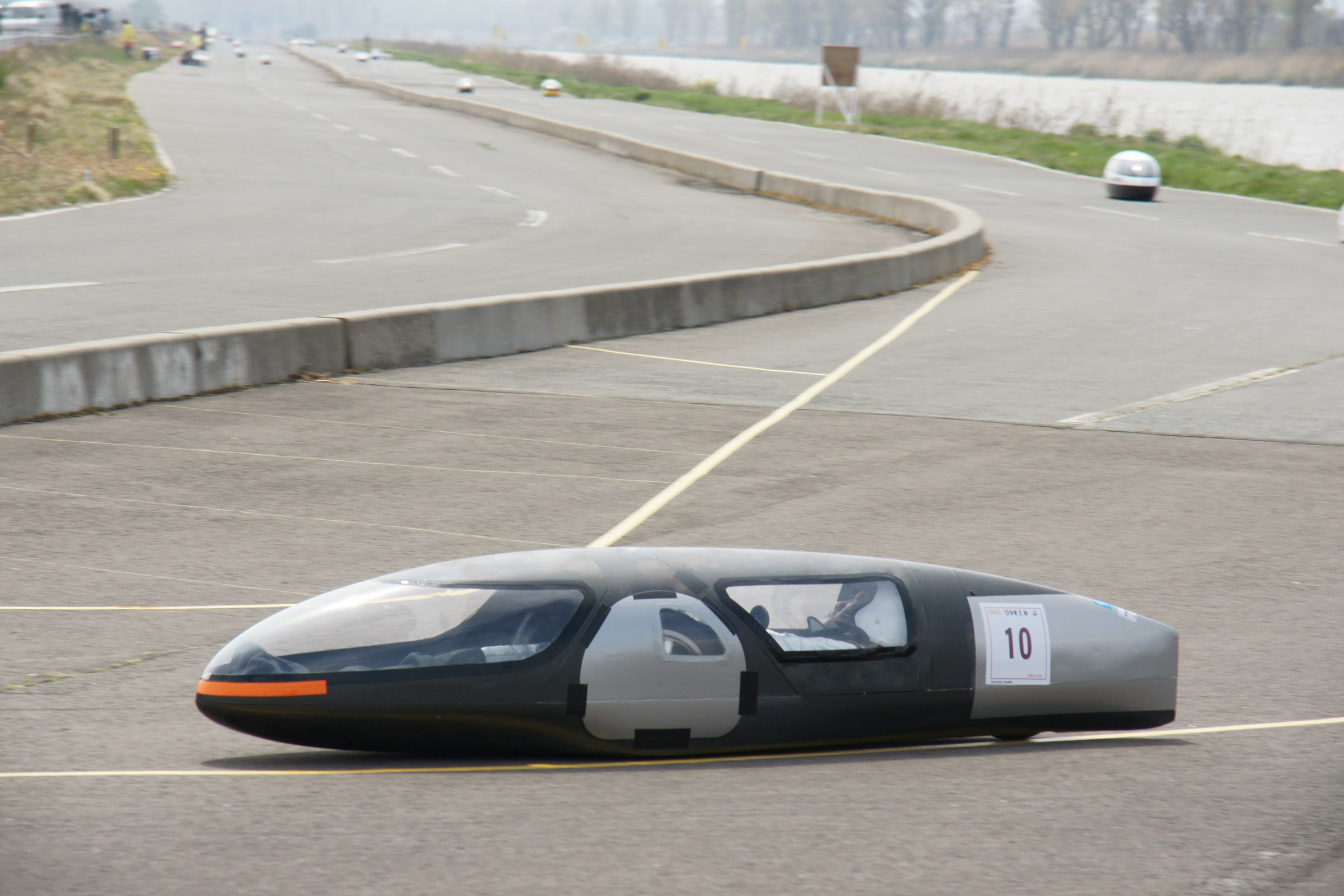
2009から2012年にかけてWEMで優勝したZDPのTachyon

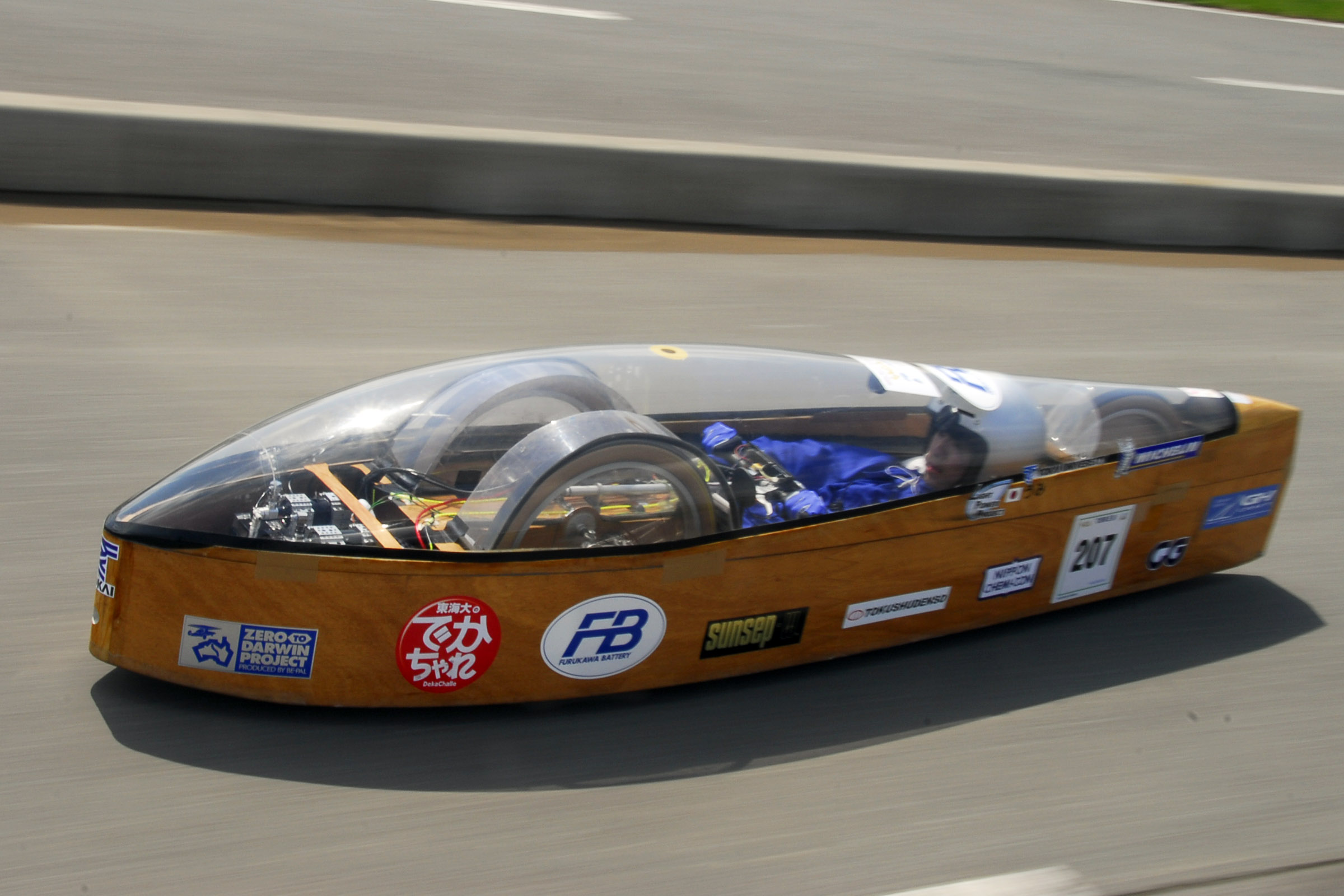
2003年にミラクルでんちくんとして鉛蓄電池部門で優勝し、コンバート後、2008、2009年のWEM燃料電池部門で優勝した東海大学チャレンジセンターのマジカル燃料電池くん

- なお、燃料電池部門第10大会優勝の秋田工業高校は、2012年燃料電池部門唯一のジュニア（高校生以下でのチーム編成）クラスの参加であり、同クラスからの初優勝チームである。

## ワールド・エコノ・ムーブ・グランプリ
菅生、豊橋など各地で同様の大会が開催されるようになってきたことから、ある程度のレギュレーションの統一をはかり、通算ポイントで順位を競うワールド・エコノ・ムーブ・グランプリ（通称・WEM GP）が2002年より開催されている。
2007年度は海外でも初開催され、グランプリは全8戦となった。2018年度は全5戦が開催予定。
| 大会名称 | 開催日                 | 開催場所                                 | 備考                                                                 |
| -------- | ---------------------- | ---------------------------------------- | -------------------------------------------------------------------- |
| 第1戦    | 2017年5月4日、5月5日   | 大潟村ソーラースポーツライン（秋田県）   | 2018 World Econo Move                                                |
| 第2戦    | 2018年8月11日、8月12日 | スポーツランドSUGO（宮城県）             | 2018 World E.V. Challenge in SUGO                                    |
| 第3戦    | 2018年10月7日          | 堺カートランド（大阪府）                 | Econo Move関西大会 2018                                              |
| 第4戦    | 2018年11月3日          | 日本自動車大学校NATSサーキット（千葉県） | 2018 NATS EV 競技会                                                  |
| 第5戦    | 2018年12月30日         | 糸満魚港内特設サーキット（沖縄県）       | エネルギーチャレンジ沖縄/ Energy Challenge Okinawa 2018 国際競技大会 |

## 他の大会
ワールド・ソーラー・バイシクル・レースのSクラスは、エコノムーブ参加車両に太陽電池を搭載することで、参加できるため、車体を兼用できるように設計・製作するケースがしばしば見られる。